# Xã Hamilton, Quận Lonoke, Arkansas
Xã Hamilton (tiếng Anh: Hamilton Township) là một xã thuộc quận Lonoke, tiểu bang Arkansas, Hoa Kỳ. Năm 2010, dân số của xã này là 148 người.